# Nymphon walvisense
Nymphon walvisense is een zeespin uit de familie Nymphonidae. De soort behoort tot het geslacht Nymphon. Nymphon walvisense werd in 1981 voor het eerst wetenschappelijk beschreven door Stock. 